# Gonçalo López Abente

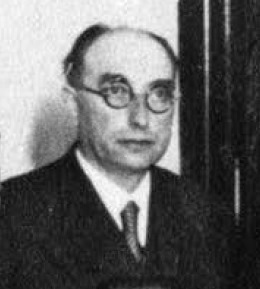
López Abrente, 1934.

Gonçalo López Abente (Muxía, La Corunya, 1878 - id., 1963) fou un escriptor gallec. Fou membre de les Irmandades da Fala, en les que dirigí el quadre escènic, i del Seminario de Estudos Galegos. Cultivà el periodisme, la narrativa, el teatre i la poesia. La seva obra és inspirada en el paisatge de la Costa da Morte. El 1919 va guanyar el premi de literatura de la revista A Nosa Terra. Se li dedicà el Dia de les Lletres Gallegues de 1971.

## Obres

### Narrativa
- «O diputado»
- «Por Veiramar»
- «Vaosilveiro»

### Teatre
- «María Rosa»

### Poesia
- «Escuma da ribeira»
- «Alento da Raza»
- «D'Outono»
- «Nemanco»
- «Centileos nas ondas»